# Amparanoia

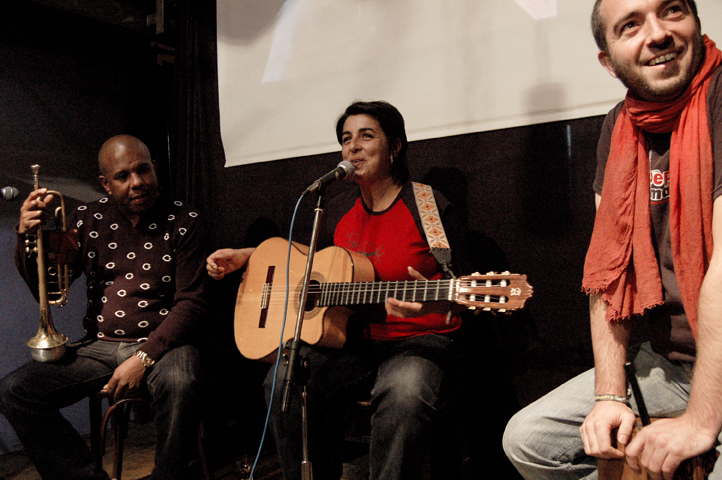
Amparanoia, September 2008

Amparanoia ist eine spanische Band der Mestizo-Szene, die 1996 von Amparo Sánchez gegründet wurde und ihren Ursprung in Granada hat. In ihrer Musik kombiniert sie die Einflüsse verschiedener Kulturen und Stilrichtungen wie traditioneller Folklore, Dub, Reggae, Ska, Rumba, Bolero, Jazz, Cumbia und weiteren. Die Texte sind meist auf Spanisch, aber auch französisch und englisch und greifen häufig politische und gesellschaftskritische Themen auf.

## Geschichte
Der Name der Band stellt ein Wortspiel aus dem Vornamen der Sängerin (Amparo) und dem Begriff Paranoia dar. Weitere Mitglieder der Band waren José Alberto Varona und Vesko Kountchev sowie ehemals Caridad Borges.
Erfolgreich ist die Band besonders in der alternativen Musikszene in Spanien und auch bekannt durch den Austausch und die Kollaboration mit dem französischen Sänger und Musiker Manu Chao. So entstand zum Beispiel der Titel Buen Rollito auf dem Debütalbum El Poder De Machin in einer Zusammenarbeit und wurde später auch unter dem Titel Welcome To Tijuana auf Manu Chao's Album veröffentlicht.
Amparo Sánchez löste die Band im Jahr 2008 nach einer Abschiedstournee und dem letzten Album Seguiré caMinando auf und widmete sich verstärkt ihrer Solokarriere. 2017 nahmen Amparanoia ihre Arbeit wieder auf und haben mittlerweile zwei Alben veröffentlicht.

## Diskografie

### Alben
- El poder de Machín (1997)
- Feria furiosa (1999)
- Somos viento (2002)
- Enchilao (2003)
- Rebeldía con alegría (2004)
- La vida te da (2006)
- Seguiré caminando (2008)
- El coro de mi gente (2017)
- Himnopsis colectiva (2021)

### Singles
- Hacer dinero (1997)
- En la noche (1997)
- Me lo hago sola (1997)
- Que te den (1998)
- ¿Que será de mi? (1999)
- Desperado (1999)
- La pared (1999)
- La maldición (1999)
- Llamame mañana (2000)
- La fiesta (2002)
- Somos viento (2002)
- Mar estrecho (2002)
- Ella baila Bembe (2002)
- Dolor dolor (2003)
- Don’t Leave Me Now (2003)
- Caravane (2004)
- La vida te da (2006)